# Dave Beasant
Pour les articles homonymes, voir Beasant.
Dave Beasant, né le 20 mars 1959 à Willesden en Londres (Angleterre), est un footballeur anglais, qui évoluait au poste de gardien de but au Wimbledon FC et en équipe d'Angleterre.
Beasant n'encaisse aucun but lors de ses deux sélections avec l'équipe d'Angleterre en 1989 et 1994. Il participe à la Coupe du monde 1990, sans toutefois entrer en jeu.
Il est le deuxième joueur avec la plus longue série de matches consécutifs en Football League, avec 394 matchs d'affilée, derrière Harold Bell avec 401 matches.

## Biographie
Il reçoit sa première sélection en équipe d'Angleterre le 15 novembre 1989 en amical contre l'équipe d'Italie et sa seconde le 13 décembre 1989 en amical contre la Yougoslavie.

## Palmarès

### En équipe nationale
- 2 sélections et 0 but avec l'équipe d'Angleterre en 1989
- Quatrième de la Coupe du monde 1990

### Avec Wimbledon FC
- Vainqueur de la Coupe d'Angleterre en 1988

### Avec Chelsea
- Champion d'Angleterre de D2 en 1989
- Vainqueur de la Full Members Cup en 1990

### Avec Nottingham Forest
- Champion d'Angleterre de D2 en 1998